# نمی‌توانید عشق مرا بخرید (فیلم)
نمی‌توانید عشق مرا بخرید (به انگلیسی: Can't Buy Me Love) فیلمی است محصول سال ۱۹۸۷ و به کارگردانی استیو رش است. در این فیلم بازیگرانی همچون پاتریک دمپسی، آماندا پیترسون، دنیس داگن، کورتنی گینس، ست گرین، شارون فارل، تینا کاسپاری، دارسی دیموس، کورت مک‌کون، اریک بروسکوتر، دوین دیواسکوئز، آمی دولنز، پائولا عبدل ایفای نقش کرده‌اند.